# Isarco
Isarco (německy Eisack, latinsky Isarus nebo Isarcus) je alpská řeka v severní Itálii, druhá nejdelší v provincii Jižní Tyrolsko (Tridentsko-Horní Adiže). V češtině řeka nemá své specifické jméno. Její pramen se nachází ve Stubaiských Alpách, nedaleko na západ od známého alpského průsmyku Brennerpass, ve výšce přibližně 1990 m n. m. Povodí této řeky má rozlohu asi 4960 km2.

## Průběh toku
Řeka nejprve protéká údolím Wipptal které tvoří hranici mezi Stubaiskými Alpami a Zillertalskými Alpami. Pod městem Vipiteno (Sterzing) pak protéká údolím Eisacktal. Toto údolí mezi městy Vipiteno a Bolzano odděluje alpskou skupinu Sarntalské Alpy v severní části od Zillertalských Alp a jižněji od Dolomit. Po cca 100 kilometrech toku se vlévá pod Bolzanem zleva do řeky Adiže.
Významnějšími městy a obcemi podél toku Isarca jsou Vipiteno (německy Sterzing), Fortezza (Franzenfeste), Bressanone (Brixen), Chiusa (Klausen) a Ponte Gardena (Waidbruck) a konečně Bolzano (Bozen), hlavní město provincie.

### Významnější přítoky
V Brixenu se do Isarca zleva vlévá největší přítok Rienza (Rienz), řeka protékající údolím Val Pusteria (Pustertal) na severní straně Dolomit. Druhým největším přítokem je řeka Talfer, protékající Sarntalskými Alpami, která se vlévá do Isarca v Bolzanu krátce před vtokem do Adiže.
- Ridnauner Bach, zprava
- Pflerscher Bach, zprava
- Pfitscher Bach, zleva
- Rienza (Rienz), zleva
- Villnößer Bach, zleva
- Grödner Bach, zleva
- Schlern Bach, zleva
- Tierser Bach, zleva
- Eggentaler Bach, zleva
- Talfer, zprava

### Vodní elektrárny
Isarco je pro svou značnou vodnatost využívána k výrobě elektrické energie. Kaskádu vodních děl tvoří vodní díla Bressanone, Ponte Gardena a Cardano.

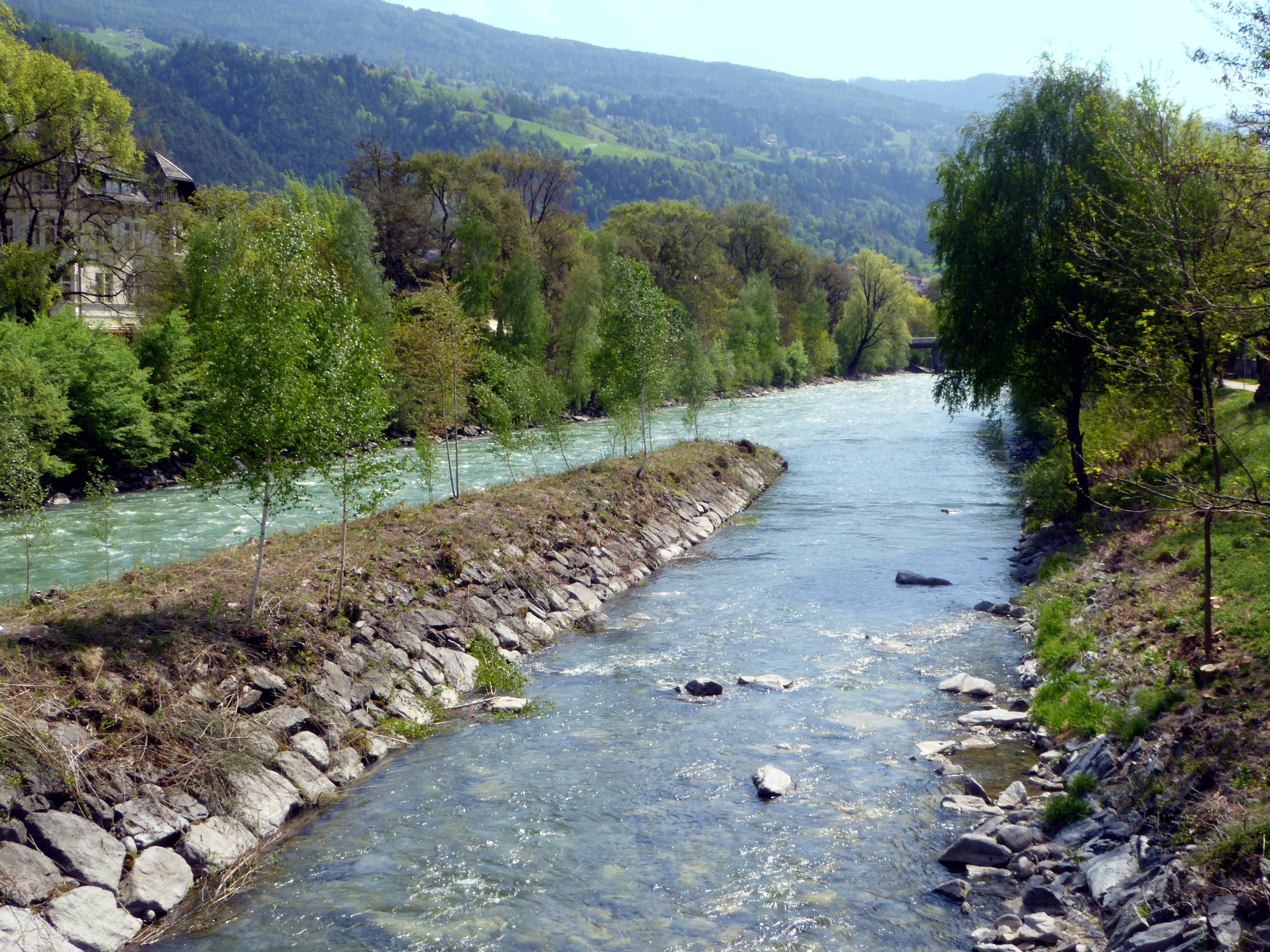
Soutok Rienzy (vlevo) a Isarca (vpravo)

### Vodácký sport
Isarco je jako mnoho horských řek vhodná a oblíbená pro vodácký sport. Jedná se o divokou řeku s úseky až do WW V, která je téměř v celém svém toku dobře sjízdná jak na kajacích tak na raftech. Jako varianta může být kombinována se sjezdem jejího přítoku Rienzy. Řečiště je na mnoha místech dobře přístupné. Doprava lodí k řece je velmi snadná, po celé délce vede souběžně s řekou i jejím přítokem kvalitní silnice. Krajinářsky je zážitek ze sjezdu negativně ovlivněn tím, že v údolích jimiž řeka protéká je husté osídlení a silnice souběžné silnice slouží jako hlavní dopravní tah mezi Rakouskem a severní Itálií. Vzhledem k energetickému využívání může být v některých úsecích v určitých obdobích nedostatek vody nebo dokonce sucho.

### Mapy
- freytag & berndt, WKS 1, Bozen, Meran, Sarntal/Bolzano, Merano, Val Sarentino, 1 : 50 000
- freytag & berndt, WKS 4, Sterzing, Jaufenpass, Brixen/Vipiteno, Passo del Giovo, Bressanone, 1 : 50 000